# 삼성전자서비스
삼성전자서비스주식회사(영어: SAMSUNG ELECTRONICS SERVICE CO., LTD)는 대한민국의 전자 제품 수리 기업이다. 1998년 삼성전자 서비스사업부가 분사해 자회사로 설립되었고 전국에 170여개의 서비스센터가 있다.

## 연혁
- 1998년: 삼성전자서비스주식회사 설립
- 1999년: 업계 최초 사이버 서비스 센터 개설
- 2000년: 국내 최초 컴퓨터 원격진단 서비스 개시, 홈 닥터 서비스 도입
- 2001년: 사내 기술자격증 노동부 인정
- 2002년: 한국서비스품질지수(KS-SQI)가전/컴퓨터서비스 부문 1위 선정
- 2004년: 신 노사문화우수기업 선정 노동부 장관상 수상, 직업능력개발 대통령 표창 수상
- 2005년: GWP(훌륭한 일터만들기) 운동 도입, 내근 예약서비스 도입
- 2006년: 대한민국 훌륭한 일터 대상 수상, B2B 콜센터 구축, 국가품질상 서비스혁신 부문 국무총리상 수상
- 2008년: 교육우수기관 노동부 장관장 수상
- 2009년: 국가품질상 서비스혁신부문 대통령 표창 수상
- 2010년: 콜센터 음성인식 시스템 도입
- 2011년: 지식경제부 주관 한국서비스품질우수기업 인증
- 2013년: 한국서비스콜센터품질지수(KS-CQI) 2년 연속 1위 수상, 한국서비스품질지수(KS-SQI) 12년 연속 1위
- 2014년: 한국에서 가장 존경 받는 기업(서비스센터 부문) 3년 연속 1위 선정, 한국산업의서비스품질지수(KSQI) 콜센터 부문 5년 연속 1위[2]
- 2024년: 한국에서 가장 존경 받는 기업(서비스센터 부문) 13년 연속 1위 선정[3]